# Shankar Ghosh
Pandit Shankar Ghosh (* 10. Oktober 1935 in Kalkutta; † 22. Januar 2016 ebenda) war ein bekannter indischer Tablaspieler, der auch als Komponist hervorgetreten ist.

## Leben und Wirken
Ghosh erhielt ab 1953 Unterricht bei Gyan Prakash Ghosh in Kalkutta, der als erster in Tablaensembles spielte. Weitere Lehrer waren Gyan Prakash Ghosh, Feroz Khan, Anath Nath Bose und Sudarshan Adhikari. Mit Ali Akbar Khan war er seit 1962 mehrfach auf internationaler Tournee. Als Gastprofessor lehrte er an der McGill University und der Universität Montreal. 1968 war er Gründungsmitglied des Ali Akbar College in Kalifornien, wo er bis 1972 lehrte. Auch ist er auf George Harrisons Album Wonderwall Music (1968) zu hören (dort ist er irrtümlicherweise als Sitarspieler aufgeführt). 
Weitere Tournee mit Ravi Shankar, Vilayat Khan, Nikhil Banerjee, Sharan Rani oder Vishnu Govind Jog schlossen sich an. Auch trat Ghosh mit Sängern wie Bade Ghulam Ali Khan, Omkarnath Thakur, Vinayakrao Patwardhan, Girija Devi oder Akhtari Bai auf. Weiterhin arbeitete er mit Musikern wie John Handy, Greg Ellis, Pete Lockett und John Bergamo und komponierte auch Fusion- und Orchestermusik. Er lehrt in Kolkata, Paris und Bonn.
Ghosh war mit der Sängerin Sanjukta Ghosh verheiratet und Vater des Tablavirtuosen Bickram Ghosh. 1997 hat er mit seinem Sohn das Album Drums of India: Father & Son vorgelegt.

## Preise und Auszeichnungen
Ghosh wurde mit dem Sangeet Natak Akademi Award 1999–2000 der Sangeet Natak Akademi geehrt, der höchsten Anerkennung für Musiker in Indien. Weiterhin erhielt er den ITC Sangeet Research Academy Award und den Ustad Hafiz Ali Khan Award.

## Schriften
- The Tabla with Pandit Shankar Ghosh (mit DVD)